# 307 Batalion Schutzmannschaft
Batalion Policyjny nr 307 (niem. SchutzmannschaftsBtl 307) – batalion policyjny, sformowany w lipcu 1941.

## Historia
Batalion dowodzony był przez kapitana Binza. W grudniu 1941 brał udział w walkach z 6-tysięcznym desantem sowieckich spadochroniarzy na południowy wschód od Wiaźmy i walnie przyczynił się do opanowania sytuacji.